# Rui Machida
Rui Machida (町田瑠唯 Machida Rui?), född 8 mars 1993, är en japansk basketspelare.
På klubbnivå har hon bland annat spelat för amerikanska Washington Mystics.

## Karriär
Machida tävlade för Japan vid olympiska sommarspelen 2016 i Rio de Janeiro, där hon var en del av det japanska landslaget som slutade på åttonde plats i damernas turnering. Machida var en del av Japans landslag som tog silver vid olympiska sommarspelen 2020 i Tokyo. Hon noterade även ett olympiskt rekord med 18 assist i semifinalen mot Frankrike som Japan vann med 87–71.
Hon har även vunnit asiatiska mästerskapet tre gånger: 2015, 2017 och 2019.